# Liobracon fasciatus
Liobracon fasciatus är en stekelart som beskrevs av Marsh 2002. Liobracon fasciatus ingår i släktet Liobracon och familjen bracksteklar. Inga underarter finns listade i Catalogue of Life.